# Gächinger Kantorei
De Gächinger Kantorei Stuttgart, heden ten dage gevestigd in Stuttgart, is een nationaal en internationaal optredend koor, dat in 1954 werd opgericht door Helmuth Rilling, die het tot de dag van vandaag leidt.
In 1954 riep Helmuth Rilling in Gächingen (bij Reutlingen) de Gächinger Kantorei in het leven. Aanvankelijk wijdde het koor zich grotendeels aan de a capellamuziek van de 16de, 17de en 20ste eeuw, om zijn repertoire vervolgens ook met de a capellawerken van de romantiek uit te breiden. In 1965 begon een voortdurende samenwerking met het eveneens door Rilling gestichte Bach-Collegium Stuttgart, verbonden met een verschuiving van het zwaartepunt van het repertoire op de vocaal-instrumentale muziek van de 18de en 19de eeuw.
In de jaren zestig voeren eerste concertreizen naar de DDR, Tsjecho-Slowakije en naar Hongarije, een eerste tournee naar de Verenigde Staten volgde in 1968. In 1976 bestreed het koor samen met het Israel Philharmonic Orchestra de Israëlische première van Ein deutsches Requiem van Johannes Brahms. In de jaren tachtig vonden concertreizen naar Polen en Moskou plaats.
Tegenwoordig concerteert het koor met verscheidene orkesten regelmatig in binnen- en buitenland (onder meer Internationale Bachakademie Stuttgart, Salzburger Festspiele, Luzerner Festwochen, Prager Frühling). In 1985 sloot de Gächinger Kantorei naar vijftien jaren de wereldwijd eerste volledige opname van alle geestelijke cantaten en Oratoria van Johann Sebastian Bach bij Hänssler Verlag af. Onder de talrijke door de Gächinger Kantorei in première gebrachte werken bevinden zich onder meer de Messa per Rossini (1988), Litany van Arvo Pärt (1994) en Deus Passus (Passionsstücke nach Lukas) van Wolfgang Rihm (2000).
De Gächinger Kantorei Stuttgart is geen staand beroepsensemble, maar ad hoc uit een vaste kern van koorleden uit heel Duitsland bezet, overwegend eindexamenkandidaten van een muziekstudie.